# Saison 2014-2015 de snooker
Navigation
2013-2014 2015-2016
La saison 2014-2015 de snooker est la 47e saison de snooker. Elle regroupe 31 tournois organisés par la WPBSA entre le 8 mai 2014 et le 4 mai 2015.

## Nouveautés
- Pour cette nouvelle saison, l'Open mondial est supprimé du calendrier et le nombre d'épreuves classées est donc diminué à onze. Il est néanmoins prévu que le tournoi fasse son retour la saison suivante[1].

- Les circuits européens et asiatiques sont maintenus. Ils voient d'ailleurs pour la première fois dans l'histoire du snooker professionnel deux épreuves se tenir en Lettonie et au Portugal. Il s'agit précisément de l'Open de Riga[2] et de l'Open de Lisbonne[3].

- Un nouveau tournoi non-classé fait également son apparition. Il s'agit du Grand Prix mondial qui se tient à Llandudno, au Pays de Galles du 16 au 22 mars.

## Calendrier
| C = Tournoi classé (professionnel)              |
| M = Tournoi classé mineur (professionnel)       |
| NC = Tournoi non classé (professionnel)         |
| A = Tournoi alternatif (professionnel)          |
| P/A = Tournoi pro-am (professionnel et amateur) |
| TS = Tournoi seniors (professionnel)            |

| Dates (mois-jour) | Dates (mois-jour) | Tournoi                                             | Lieu       | Site                                           | Cat. | Vainqueur         | Finaliste          | Score | Référence |
| 05-08             | 05-11             | Open de Vienne                                      | Vienne     | 15 Reds Köö Wien Snooker Club                  | P/A  | Mark King         | Nigel Bond         | 5-2   | [ 4 ]     |
| 06-04             | 06-08             | Pink Ribbon                                         | Gloucester | The Capital Venue                              | P/A  | Peter Lines       | Lee Walker (en)    | 4-1   | ,         |
| 06-17             | 06-21             | Open de Yixing                                      | Yixing     | Yixing Sports Centre                           | M    | Ding Junhui       | Michael Holt       | 4-2   | [ 7 ]     |
| 06-23             | 06-29             | Classique de Wuxi                                   | Wuxi       | Wuxi City Sports Park Stadium                  | C    | Neil Robertson    | Joe Perry          | 10-9  | [ 8 ]     |
| 06-30             | 07-06             | Open d'Australie                                    | Bendigo    | Bendigo Stadium                                | C    | Judd Trump        | Neil Robertson     | 9-5   | [ 9 ]     |
| 08-07             | 08-10             | Open de Riga                                        | Riga       | Arena Riga                                     | M    | Mark Selby        | Mark Allen         | 4-3   | [ 10 ]    |
| 08-20             | 08-24             | Classique Paul Hunter                               | Fürth      | Stadthalle                                     | M    | Mark Allen        | Judd Trump         | 4-2   | [ 11 ]    |
| 09-01             | 09-06             | Championnat du monde à six billes rouges            | Bangkok    | Montien Riverside Hotel                        | A    | Stephen Maguire   | Ricky Walden       | 8-7   | [ 12 ]    |
| 09-08             | 09-14             | Masters de Shanghai                                 | Shanghai   | Shanghai Grand Stage                           | C    | Stuart Bingham    | Mark Allen         | 10-3  | [ 13 ]    |
| 10-01             | 10-05             | Open de Bulgarie                                    | Sofia      | Universiada Hall                               | M    | Shaun Murphy      | Martin Gould       | 4-2   | [ 14 ]    |
| 10-12             | 10-18             | Coupe générale                                      | Hong Kong  | General Snooker Club                           | NC   | Ali Carter        | Shaun Murphy       | 7-6   | [ 15 ]    |
| 10-20             | 10-24             | Open de Haining                                     | Haining    | Haining Sports Center                          | M    | Stuart Bingham    | Oliver Lines       | 4-0   | [ 16 ]    |
| 10-26             | 11-02             | Championnat international                           | Chengdu    | Sichuan International Tennis Center            | C    | Ricky Walden      | Mark Allen         | 10-7  | [ 17 ]    |
| 11-03             | 11-09             | Champion des champions                              | Coventry   | Ricoh Arena                                    | NC   | Ronnie O'Sullivan | Judd Trump         | 10-7  | [ 18 ]    |
| 11-19             | 11-23             | Open de la Ruhr                                     | Mülheim    | RWE-Sporthalle                                 | M    | Shaun Murphy      | Robert Milkins     | 4-0   | [ 19 ]    |
| 11-25             | 12-07             | Championnat du Royaume-Uni                          | York       | Barbican Centre                                | C    | Ronnie O'Sullivan | Judd Trump         | 10-9  | [ 20 ]    |
| 12-11             | 12-14             | Open de Lisbonne                                    | Lisbonne   | Casal Vistoso Sports Centre                    | M    | Stephen Maguire   | Matthew Selt       | 4-2   | [ 21 ]    |
| 01-02             | 01-05             | Open des trois rois                                 | Rankweil   | Patricks Candian Taverne                       | P/A  | Tony Drago        | Luca Brecel        | 5-4   |           |
| 01-11             | 01-18             | Masters                                             | Londres    | Alexandra Palace                               | NC   | Shaun Murphy      | Neil Robertson     | 10-2  | [ 22 ]    |
| 01-20             | 01-24             | Open de Xuzhou                                      | Xuzhou     | Xuzhou Olympic Center                          | M    | Joe Perry         | Thepchaiya Un-Nooh | 4-1   | [ 23 ]    |
| 02-04             | 02-08             | Masters d'Allemagne                                 | Berlin     | Tempodrom                                      | C    | Mark Selby        | Shaun Murphy       | 9-7   | [ 24 ]    |
| 01-05             | 02-12             | Championnat de la ligue                             | Stock      | Crondon Park Golf Club                         | NC   | Stuart Bingham    | Mark Davis         | 3-2   | [ 25 ]    |
| 02-16             | 02-22             | Open du pays de Galles                              | Cardiff    | Motorpoint Arena                               | C    | John Higgins      | Ben Woollaston     | 9-3   | [ 26 ]    |
| 02-25             | 03-01             | Open de Gdynia                                      | Gdynia     | Gdynia Sports Arena                            | M    | Neil Robertson    | Mark Williams      | 4-0   | [ 27 ]    |
| 03-02             | 03-03             | Championnat du monde seniors                        | Blackpool  | Circus Arena                                   | TS   | Mark Williams     | Fergal O'Brien     | 2-1   | [ 28 ]    |
| 03-04             | 03-06             | Snooker Shoot-Out                                   | Blackpool  | Circus Arena                                   | NC   | Michael White     | Xiao Guodong       | 1-0   | [ 29 ]    |
| 03-10             | 03-14             | Open d'Inde                                         | Bombay     | Grand Hyatt                                    | C    | Michael White     | Ricky Walden       | 5-0   | [ 30 ]    |
| 03-16             | 03-22             | Grand Prix mondial                                  | Llandudno  | Venue Cymru                                    | NC   | Judd Trump        | Ronnie O'Sullivan  | 10-7  | [ 31 ]    |
| 03-24             | 03-28             | Championnat du circuit des joueurs (épreuve finale) | Bangkok    | Montien Riverside Hotel                        | C    | Joe Perry         | Mark Williams      | 4-3   | [ 32 ]    |
| 03-30             | 04-05             | Open de Chine                                       | Pékin      | Gymnase des étudiants de l'université de Pékin | C    | Mark Selby        | Gary Wilson        | 10-2  | [ 33 ]    |
| 04-18             | 05-04             | Championnat du monde                                | Sheffield  | Crucible Theatre                               | C    | Stuart Bingham    | Shaun Murphy       | 18-15 | [ 34 ]    |

## Attribution des points
Points attribués lors des épreuves comptant pour le classement mondial :
| Tournoi / Joueurs (nombre)                          | 144 | 128 | 96  | 80   | 64   | 48   | 32    | 16    | Quart de finalistes | Demi-finalistes | Finaliste | Vainqueur |
| Épreuves classées mineures du circuit asiatique     | –   | 0   | –   | –    | 200  | –    | 600   | 1000  | 1500                | 2500            | 5000      | 10000     |
| Classique de Wuxi                                   | –   | 0   | –   | –    | 3000 | –    | 6500  | 8000  | 12500               | 21000           | 35000     | 85000     |
| Open d'Australie                                    | –   | 0   | 83  | –    | 417  | 889  | 5000  | 6667  | 9444                | 11111           | 17778     | 41677     |
| Épreuves classées mineures du circuit asiatique     | –   | 0   | –   | –    | 583  | –    | 1000  | 1917  | 3333                | 5000            | 10000     | 20883     |
| Masters de Shanghai                                 | –   | 0   | 400 | –    | 1750 | 2500 | 6000  | 8000  | 12000               | 19500           | 35000     | 85000     |
| Championnat international                           | –   | 0   | –   | –    | 3000 | –    | 7000  | 12000 | 17500               | 30000           | 65000     | 125000    |
| Championnat du Royaume-Uni                          | –   | 0   | –   | –    | 3000 | –    | 9000  | 12000 | 20000               | 30000           | 70000     | 150000    |
| Masters d'Allemagne                                 | –   | 0   | –   | –    | 1250 | –    | 2500  | 4167  | 8333                | 16667           | 29167     | 66667     |
| Open du pays de Galles                              | –   | 0   | –   | –    | 1500 | –    | 2500  | 5000  | 10000               | 20000           | 30000     | 60000     |
| Open d'Inde                                         | –   | 0   | –   | –    | 2000 | –    | 3000  | 6000  | 9000                | 13500           | 25000     | 50000     |
| Championnat du circuit des joueurs (épreuve finale) | –   | –   | –   | –    | –    | –    | 4000  | 7000  | 12500               | 20000           | 38000     | 100000    |
| Open de Chine                                       | –   | 0   | –   | –    | 3000 | –    | 6500  | 8000  | 12500               | 21000           | 35000     | 85000     |
| Championnat du monde                                | 0   | –   | –   | 6000 | –    | 9000 | 12000 | 20000 | 30000               | 60000           | 125000    | 300000    |

## Classement mondialen début et fin de saison

### Après lechampionnat du monde 2014
| Rang | Évol.         | Joueur         | Points |
| 1    | en stagnation | Mark Selby     | 93 920 |
| 2    | en stagnation | Neil Robertson | 92 300 |
| 3    | 7             | Ding Junhui    | 86 180 |
| 4    | 5             | Barry Hawkins  | 75 400 |
| 5    | 1             | Shaun Murphy   | 74 540 |
| 6    | 11            | Marco Fu       | 71 905 |
| 7    | 4             | Judd Trump     | 71 300 |
| 8    | 2             | Stuart Bingham | 70 920 |
| 9    | 1             | Ricky Walden   | 63 840 |
| 10   | 3             | Mark Allen     | 61 900 |
| 11   | en stagnation | John Higgins   | 60 995 |
| 12   | 1             | Mark Davis     | 58 410 |
| 13   | 7             | Joe Perry      | 57 180 |
| 14   | 2             | Ali Carter     | 56 395 |
| 15   | 3             | Graeme Dott    | 56 070 |
| 16   | 2             | Robert Milkins | 55 945 |

### Après lechampionnat du monde 2015
| Rang | Évol.         | Joueur            | Points  |
| 1    | en stagnation | Mark Selby        | 760 382 |
| 2    | 6             | Stuart Bingham    | 608 028 |
| 3    | 1             | Neil Robertson    | 602 693 |
| 4    | 1             | Ding Junhui       | 592 100 |
| 5    | 34            | Ronnie O'Sullivan | 465 866 |
| 6    | 1             | Shaun Murphy      | 457 499 |
| 7    | en stagnation | Judd Trump        | 395 832 |
| 8    | 4             | Barry Hawkins     | 381 433 |
| 9    | 4             | Joe Perry         | 358 723 |
| 10   | 1             | Ricky Walden      | 318 171 |
| 11   | 5             | Marco Fu          | 315 566 |
| 12   | 2             | Mark Allen        | 314 500 |
| 13   | 2             | John Higgins      | 284 000 |
| 14   | 4             | Mark Williams     | 246 233 |
| 15   | 2             | Stephen Maguire   | 200 966 |
| 16   | en stagnation | Robert Milkins    | 187 660 |